# Eyes Shut
„Eyes Shut” – singel angielskiego zespołu Years & Years, wydany 13 listopada 2015 roku nakładem wytwórni fonograficznej Polydor Records. Utwór został wydany jako szósty singel promujący album Communion. Piosenka dotarła do 17 miejsca brytyjskiego notowania UK Singles Chart. Teledysk wyreżyserowany przez Chino Moya ukazał się 27 września 2015 roku.

## Track lista i formaty singla
Digital download – Remixes
1. "Eyes Shut" (Honne Remix) – 3:48
2. "Eyes Shut" (Sam Feldt Remix) – 5:06
3. "Eyes Shut" (Tei Shi Remix) – 3:01
4. "Eyes Shut" (Danny Dove Remix) – 2:51

## Notowania i certyfikaty
| Lista (2015)                       | Najwyższa pozycja |
| ---------------------------------- | ----------------- |
| Belgia (Ultratop 50 Flandria)      | 3                 |
| Irlandia (IRMA)                    | 25                |
| Szwecja (Sverigetopplistan)        | 86                |
| Wielka Brytania (UK Singles Chart) | 17                |

| Kraj                  | Certyfikat    | Sprzedaż |
| --------------------- | ------------- | -------- |
| Polska (ZPAV)         | złota płyta   | 10 000+  |
| Wielka Brytania (BPI) | srebrna płyta | 200 000+ |